# سلبوغة مفترسة
سلبوغة مفترسة (الاسم العلمي:Solpuga praedatrix) هي نوع من العنكبوتيات يتبع جنس السلبوغة من الفصيلة السلبوغية.